# Season 1. Hideout: Remember Who We Are
Season 1. Hideout: Remember Who We Are là album đầu tay của nhóm Cravity. Album này được ra mắt vào 14 tháng 4 năm 2020.

## Quảng bá
Quá trình quảng bá bài hát "Break All the Rules" bắt đầu vào ngày 16 tháng 4 năm 2020, trên M Countdown của Mnet. Bài hát "Jumper" cũng đã được biểu diễn trong tuần đầu tiên quảng bá. "Stay" được trình diễn vào ngày 12 tháng 5 năm 2020 trên The Show, trong khi việc quảng bá cho "Cloud 9" bắt đầu vào ngày 18 tháng 6 năm 2020.

## Danh sách bài hát
| STT              | Nhan đề                                     | Phổ lời                                | Phổ nhạc                                                                             | Arrangement      | Thời lượng |
| ---------------- | ------------------------------------------- | -------------------------------------- | ------------------------------------------------------------------------------------ | ---------------- | ---------- |
| 1.               | "Top of the Chain"                          | JQ Kim Eung-ju Park Ji-won             | Kim Chang Rak Chris Wahle Didrik Thott                                               | Wahle            | 3:21       |
| 2.               | "Break all the Rules"                       | Seo Ji-eum Wutan                       | Gionata Caracciolo Val Del Prete Sean Michael Alexander Drew Ryan Scott Willie Weeks | Caracciolo Weeks | 3:28       |
| 3.               | "Jumper"                                    | Joohoney 9F                            | Joohoney 9F                                                                          | Joohoney 9F      | 3:12       |
| 4.               | "Blackout"                                  | danke (lalala studio) Mok Ji-min Wutan | Naitumela Masaku                                                                     | Jungleboi        | 3:20       |
| 5.               | "Stay" (낯섦; "natseolm"; lit: Strangeness) | Lee Seu-ran                            | Daniel Kim Jeremy G (Future Sound) Al Sweettenham                                    | Geek Boy         | 3:30       |
| 6.               | "Cloud 9"                                   | Brother Su                             | Sebastian Thott Su                                                                   | Sebastian Thott  | 3:21       |
| 7.               | "Star" (별; "byeol"; lit: Star)             | War of Stars (Galactika *)             | War of Stars (Galactika *) Athena (Galactika *)                                      | Team Galactika   | 3:49       |
| Tổng thời lượng: | Tổng thời lượng:                            | Tổng thời lượng:                       | Tổng thời lượng:                                                                     | Tổng thời lượng: | 24:01      |

## Doanh số
Season 1. Hideout: Remember Who We Are đạt vị trí số 1 trên Gaon Album Chart trên bảng xếp hạng Gaon ngày 12-18 tháng 4 năm 2020. Trong tuần thứ hai, EP rơi xuống vị trí thứ 4 và duy trì vị trí đó trong tuần thứ ba.
EP đã bán được 104.343 trong tháng đầu tiên, xếp ở vị trí thứ 6 trên Bảng xếp hạng Album của Gaon trong tháng 4 năm 2020.